# Milán-Busseto
Milán-Busseto es una carrera en ciclismo en ruta reservada a los ciclistas Sub-23. Organizada de la A.S. Pedale Bussetano, nació en 1949 y entre sus ganadores ciclistas figura Paolo Bossoni (1997), Giovanni Lombardi (1990 y 1991) y Francesco Moser (1971).

## Palmarés
Actualizado a la edición 2023.
| Año  | Ganador                 | Segundo             | Tercero                 |
| ---- | ----------------------- | ------------------- | ----------------------- |
| 1949 | Claudio Ricci           | Loretto Petrucci    |                         |
| 1950 | Donato Piazza           |                     |                         |
| 1951 | Giorgio Pavesi          |                     |                         |
| 1952 | Ettore Comellini        |                     |                         |
| 1953 | Giuseppe Favero         |                     |                         |
| 1954 | Eliseo Comellini        | Germano Marinoni    | Sergio Semprini         |
| 1955 | Giuseppe Ogna           |                     |                         |
| 1956 | Remo Tamagni            |                     |                         |
| 1957 | Nevio Vitali            |                     |                         |
| 1958 | Carlo Cressari          |                     |                         |
| 1959 | Sante Gaiardoni         |                     |                         |
| 1960 | Franco Alberti          |                     |                         |
| 1961 | Angelo Garda            |                     |                         |
| 1962 | Sergio Alzani           |                     |                         |
| 1963 | Giampiero Forti         |                     |                         |
| 1964 | Luigi Zuccotti          |                     |                         |
| 1965 | Marco Belletti          |                     |                         |
| 1966 | Bruno Vittiglio         |                     |                         |
| 1967 | Giorgio Bedini          |                     |                         |
| 1968 | Franco Vanzin           | Agostino Bertagnoli |                         |
| 1969 | Enzo Trevisan           |                     |                         |
| 1970 | Claudio Guarnieri       |                     |                         |
| 1971 | Francesco Moser         |                     |                         |
| 1972 | Aldo Parecchini         |                     |                         |
| 1973 | Vittorio Algeri         |                     |                         |
| 1974 | Vittorio Algeri         |                     |                         |
| 1975 | Dino Porrini            |                     |                         |
| 1976 | Giorgio Casati          |                     |                         |
| 1977 | Alessandro Bettoni      | Mario Fraccaro      | Claudio Guarnieri       |
| 1978 | Giuseppe Solfrini       |                     |                         |
| 1979 | Pierangelo Bincoletto   |                     |                         |
| 1980 | Claudio Girlanda        |                     |                         |
| 1981 | Manrico Ronchiato       |                     |                         |
| 1982 | Patrizio Gambirasio     |                     |                         |
| 1983 | Gabriele Fedi           |                     |                         |
| 1984 | Angelo Tosi             |                     |                         |
| 1985 | Giambattista Bardelloni |                     |                         |
| 1986 | Fortunato Salvador      |                     |                         |
| 1987 | Alberto Destro          |                     |                         |
| 1988 | Fabrizio Bontempi       |                     |                         |
| 1989 | Maurizio Tomi           | Alberto Zanaboni    | Walter Brambilla        |
| 1990 | Giovanni Lombardi       |                     |                         |
| 1991 | Giovanni Lombardi       |                     |                         |
| 1992 | Gianpiero Polto         |                     |                         |
| 1993 | Giuseppe Asero          |                     |                         |
| 1994 | Michele Brombini        |                     |                         |
| 1995 | Elio Aggiano            |                     |                         |
| 1996 | Marco Cannone           |                     |                         |
| 1997 | Paolo Bossoni           | Fabio Malberti      | Oleksandr Klymenko      |
| 1998 | Miguel Ángel Meza       |                     |                         |
| 1999 | Jamie Burrow            |                     |                         |
| 2000 | Cristiano Parrinello    | Cristian Tosoni     | Nicola Gavazzi          |
| 2001 | Simone Cadamuro         | Sebastiano Scotti   | Alberto Loddo           |
| 2002 | Luigi Timpanaro         | Giampaolo Checchi   | Pasquale Muto           |
| 2003 | Claudio Corioni         |                     |                         |
| 2004 | Rino Zampilli           | Claudio Corioni     | Giuseppe Di Salvo       |
| 2005 | Andrea Pagoto           | Alan Marangoni      | Mauro Finetto           |
| 2006 | Francesco Ginanni       | Dario Cataldo       | Konstantin Volik        |
| 2007 | Ian Stannard            | Mirko Selvaggi      | Ben Swift               |
| 2008 | Salvatore Mancuso       | Vitaliy Buts        | Cesare Benedetti        |
| 2009 | Stefano Borchi          | Andrea Palini       | Ivan Balykin            |
| 2010 | no disputada            | no disputada        | no disputada            |
| 2011 | Christian Delle Stelle  | Sonny Colbrelli     | Ivan Balykin            |
| 2012 | Nicola Ruffoni          | Andrea Trovato      | Andrea Dal Col          |
| 2013 | Federico Zurlo          | Liam Bertazzo       | Gianluca Mengardo       |
| 2014 | Nicolas Marini          | Davide Martinelli   | Luca Pacioni            |
| 2015 | Simone Consonni         | Giuliano Kamberaj   | Marco Maronese          |
| 2016 | Michael Bresciani       | Mattia Frapporti    | Oliviero Troia          |
| 2017 | Pietro Andreoletti      | Federico Sartor     | Enrico Logica           |
| 2018 | Matteo Furlan           | Giacomo Garavaglia  | Cezary Grodzicki        |
| 2019 | Enrico Zanoncello       | Gregorio Ferri      | Tommaso Fiaschi         |
| 2020 | No se disputó           |                     |                         |
| 2021 | Gidas Umbri             | Francesco Busatto   | Alex Raimondi           |
| 2022 | Davide Persico          | Michael Zecchin     | Nicolás Gómez Jaramillo |
| 2023 | Davide Persico          | Gianluca Cordioli   | Tim Torn Teutenberg     |

## Palmarés por países
| País        | Victorias |
| ----------- | --------- |
| Italia      | 70        |
| Reino Unido | 2         |
| México      | 1         |

## Note
1. ↑  «Copia archivada». Archivado desde Museociclismo.it el original el 3 de abril de 2015. Consultado el 10 de mayo de 2016.
2. ↑   Federico Zurlo vince la Milano-Busseto Archivado el 9 de abril de 2013 en Wayback Machine., in Gazzetta di Parma, 6 aprile 2013.
3. ↑   Marini domina la Milano-Busseto, in Gazzetta di Parma (Parma), 6 aprile 2014,  p. 43.
4. ↑   Nella Milano Busseto arriva il secondo successo di Simone Consonni, in Italiaciclismo.net, 28 marzo 2015.
5. ↑   MILANO-BUSSETO: VINCE BRESCIANI SU FRAPPORTI E TROIA (enlace roto disponible en Internet Archive; véase el historial, la primera versión y la última)., in velomag.it, 2 aprile 2016.